# Revolução Oriental
A Revolução Oriental, também conhecida como Independência do Uruguai, foi uma série de eventos políticos e militares que ocorreram na Banda Oriental do Rio da Prata entre 1811 e 1828. O movimento tinha como objetivo a autonomia da região, inicialmente contra o Império Espanhol, depois contra as Províncias Unidas do Rio da Prata, Reino Unido de Portugal, Brasil e Algarve, e posteriormente contra o Império do Brasil. Os eventos tiveram seu início em 1811 com o Grito de Ascencio, que marcou a primeira ação de insubordinação contra a autoridade espanhola na região. Os conflitos concluíram-se com o Tratado de Montevidéu, pelo qual o Império do Brasil e as Províncias Unidas do Rio da Prata concordaram com a independência do então denominado "Estado de Montevidéu", posteriormente renomeado de República Oriental do Uruguai.

## Contexto Histórico
A região do Rio da Prata, que incluía o território do atual Uruguai, estava sob o controle do Império Espanhol desde o século XVI. As tensões aumentaram no início do século XIX, quando movimentos de independência começaram a surgir em várias partes da América Latina.

## Início da Revolução

### Batalha de Las Piedras
A Revolução Oriental começou oficialmente em 18 de maio de 1811 com a Batalha de Las Piedras. Lideradas por José Gervasio Artigas, as forças patriotas derrotaram as tropas espanholas comandadas por José Posadas. Esta vitória foi crucial para o movimento de independência e estabeleceu Artigas como o principal líder da revolução.

## Desenvolvimento do Conflito

### Cerco de Montevidéu
Após a vitória em Las Piedras, as forças revolucionárias cercaram Montevidéu, que era o principal bastião espanhol na região. O cerco durou de 1811 até 1814, quando as tropas espanholas finalmente se renderam.

### Ação de Artigas
José Gervasio Artigas tornou-se o líder da Liga Federal, uma confederação de províncias que buscavam a autonomia em relação a Buenos Aires e o controle espanhol. Artigas promoveu reformas sociais e econômicas que visavam beneficiar os setores mais desfavorecidos da sociedade.

## Conflito com o Brasil

### Invasão Luso-Brasileira
Em 1816, o Reino de Portugal, a partir do Brasil, invadiu a Banda Oriental. As forças portuguesas, mais bem equipadas e organizadas, ocuparam a região, resultando na anexação ao Reino Unido de Portugal, Brasil e Algarve em 1821, sob o nome de Província Cisplatina.

## Independência

### Guerra da Cisplatina
Entre 1825 e 1828, a Guerra da Cisplatina opôs as Províncias Unidas do Rio da Prata (atual Argentina) e o Império do Brasil pela posse da Banda Oriental. Em 1828, o Tratado de Montevidéu, mediado pelo Reino Unido, reconheceu a independência do Uruguai, estabelecendo a República Oriental do Uruguai como uma nação soberana.

## Consequências

### Fundação da República Oriental do Uruguai
A Revolução Oriental levou à criação da República Oriental do Uruguai em 1828. O novo país adotou uma constituição republicana e iniciou um período de construção nacional, embora enfrentasse desafios internos e externos nas décadas subsequentes.

## Legado
A Revolução Oriental é um marco importante na história do Uruguai e na construção de sua identidade nacional. José Gervasio Artigas é reverenciado como o herói nacional e símbolo da luta pela liberdade e justiça social.